# Vulpes riffautae
Vulpes riffautae és una espècie de guineu extinta que visqué a Txad durant el Miocè superior (fa aproximadament set milions d'anys). Els fòssils de V. riffautae podrien ser la instància més antiga coneguda dels cànids al Vell Món. V. riffautae tenia una mida a mig camí entre la de la guineu de Rüppell i la del fènnec (V. zerda).